# Tesco (Magyarország)
A Tesco angliai székhelyű nemzetközi kiskereskedelmi üzletlánc magyarországi leányvállalata a TESCO-GLOBAL Áruházak Zrt.  Fő tevékenysége az élelmiszer jellegű bolti vegyes kiskereskedelem. Magyarországon jelenleg 198 áruház található.
A Coface CEE Top500 rangsor szerint 2021-ben és 2022-ben Magyarország 23., illetve 22. és Közép- és Kelet-Európa 136., illetve 173. legnagyobb forgalmú vállalata.

## Története
A Tesco 1994-ben jelent meg Magyarországon, amikor felvásárolta a Global bolthálózatát. Ez a cég Magyarország északnyugati részén, főleg Győr-Moson-Sopron vármegyében üzemeltetett kisebb üzleteket (S-Market), valamint néhány szupermarketet.
A Tesco még 1994-ben megnyitotta az első, önálló szupermarketét Szombathelyen, az Oladi lakótelepen. Kétéves bevezető időszak után 1996 novemberében nyitotta meg az első hipermarketét a budapesti Pólus Centerben.
1997-re elkészült a második fővárosi hipermarket (a Fogarasi úton), majd 1998-ban megkezdődött az országos terjeszkedés.
A Tesco a második legnagyobb brit befektető és munkaadó Magyarországon, több mint 24 000 embernek ad munkát. 2017. évi teljesítménye alapján a Tesco volt a legnagyobb forgalmú kereskedelmi lánc Magyarországon: bruttó forgalma közel 809 milliárd Ft volt. 2022-re a harmadik helyre szorult a Lidl és a SPAR mögött.

## A Tesco saját márkái
A Tesco számos kereskedelmi védjegy jogosultja.
A Tesco 1998-ban vezette be az úgynevezett saját márkás termékeket, és az általa forgalomba hozott termékeken egyéb, saját tulajdonában álló védjegyet (a kereskedelem nyelvén: márkát) alkalmaz.
- Tesco Gazdaságos/Tesco Value: Az elsőnek bevezetett sajátmárkás termékcsalád. Alacsony árai miatt népszerű. Jellegzetes a kék-piros-fehér külső.
- Tesco Színes: A Value termékeknél jobb minőségű termékek.
- Tesco Fitt: Csökkentett zsír, és emelt vitamint vagy ásványi anyagot tartalmazó termékek.
- Cherokee: A Tesco saját ruházati márkája.
- F&F: A Tesco saját ruházati márkája, minőségben „magasabb” szinten van, mint a Cherokee.
- Technika: A Tesco saját elektronikai márkája.
- FreeFrom: A Tesco saját laktóz- és gluténmentes termékeinek márkája.

## Fontos telephelyek
- Budaörs: központi irodák
- Gyál: logisztikai központ (frissáru-elosztó központ)
- Herceghalom: logisztikai központ
- Szigetszentmiklós: logisztikai központ

## Benzinkutak
A Tesco 2004-ben nyitotta meg első benzinkútját a pesterzsébeti hipermarket mellett. Azóta további 50 benzinkutat nyitottak. Kísérleti jelleggel a nagykanizsai benzinkúton autógázt, a pesterzsébeti benzinkúton pedig „GreenPower E85 bio” üzemanyagot is lehet tankolni.
A Tesco benzinkutak 2009-től Shell márkajelzés alatt működnek tovább, és Shell üzemanyagokat forgalmaznak. A benzinkutak átmatricázása 2009 nyarán kezdődött meg.

## Az áruházak jellemzői
A hipermarket áruházakat eladóterük nagysága alapján osztályozzák:
- 1K 1 000 m2 eladóterű, pl.: Celldömölk, Isaszeg, Sarkad
- 3K 3 000 m2 eladóterű, pl.: Körmend; Székesfehérvár Fehér Palota Üzletközpont
- 3K + K 3 000 m2 eladóterű plusz külső üzlethelyiséggel ellátott, pl.: Kőszeg, Sárvár
- 3K + belső üzletház 3 000 m2 eladóterű plusz belső üzlethelyiséggel ellátott, pl.: Balatonfüred, Bonyhád
- 5K 5 000 m2 eladóterű, pl.: Sopron, Gödöllő, Salgótarján, Pápa, Cegléd, Ajka, Vác, Gyula
- 7K 7 000 m2 eladóterű, pl.: Eger, Baja, Esztergom, Hódmezővásárhely, Kaposvár, Békéscsaba
- 8K 8 000 m2 eladóterű: Szombathely, Zanati út, Győr, Pesti út
- 10K 10 000 m2 eladóterű: Székesfehérvár Szent Flórián körút, Nyíregyháza, Miskolc, Kecskemét, Szeged, Budapest Fogarasi út
- 12K 12 000 m2 eladóterű: Budapest Campona, Budapest Váci út (Gács utca)
- 15K 15 000 m2 eladóterű, központi iroda: Budaörs (2013 szeptemberétől kisebb eladótérrel, Tesco Extra áruházzá alakulva várja a vásárlókat az áruház)

Egyedi, a szokásos kék-fehér fémlemez homlokzatos Tesco megjelenésétől eltérő arculatot hordozó áruházak:

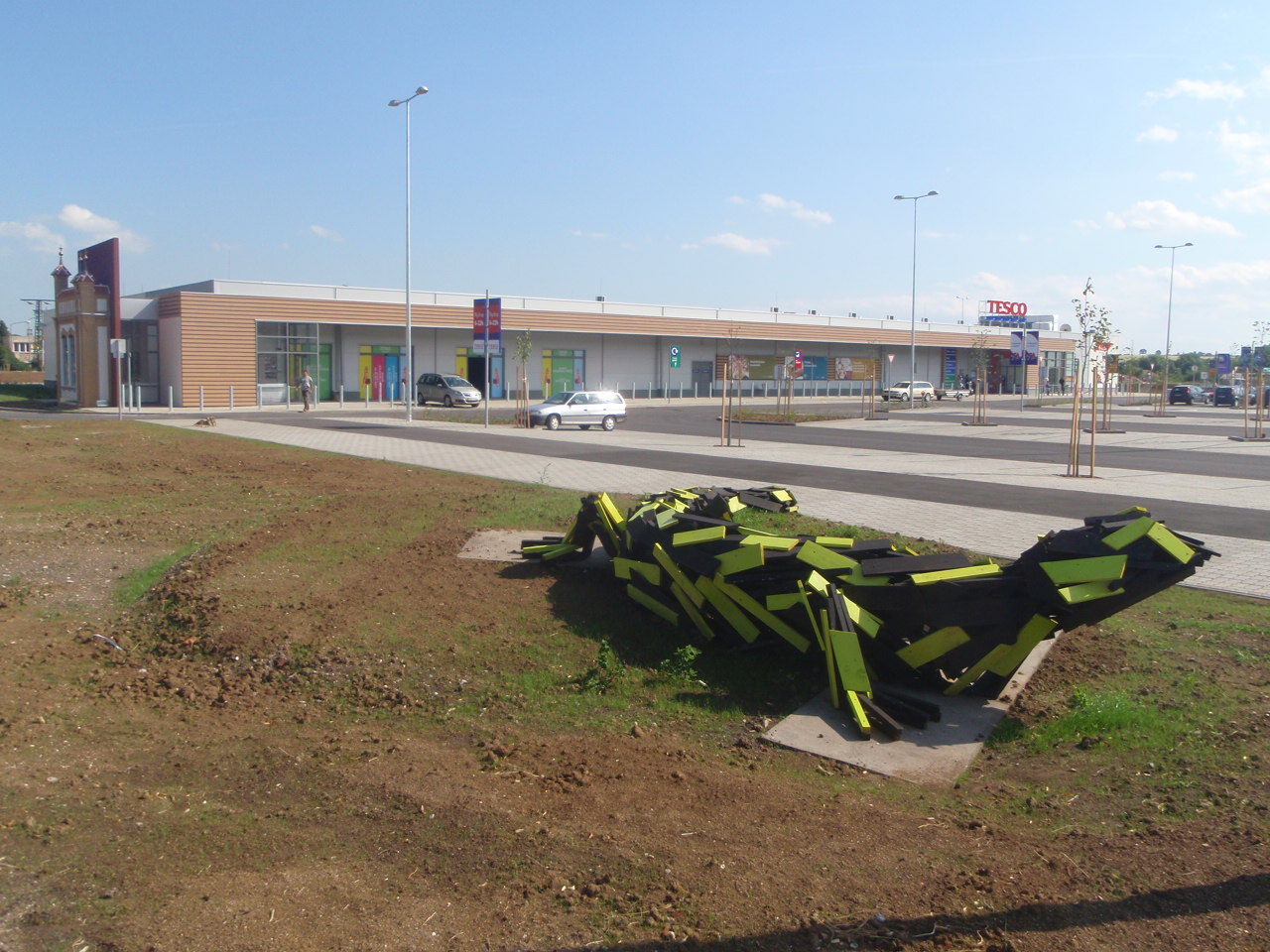
A kőszegi áruház, baloldalt a műemlék fallal és Textil Történeti Múzeummal, előterében a Kőszegi-hegységben élő foltos szalamandrával

- Székesfehérvár, Palotai út 6. (Fehér Palota Üzletközpont) – Székesfehérvár második Tesco hipermarkete a történelmi Belváros közelében, egy, a modern Belváros környezetébe illeszkedő épületben kapott helyet;
- Balatonfüred – Tesco Marina Balatonfüred, amely A Média Építészeti Díja 2010 kitüntetésben részesült, tervezője Sebestyén Imre;[7]
- Budakeszi – az első üveg- és kerámia burkolattal ellátott zöld áruháza volt;
- Kőszeg, volt posztógyár, műemlék fal rekonstrukcióval, egy textil múzeummal, épült 2010. október 15. – 2011. július 1. között, tervező Sebestyén Imre; A foltos szalamandra szobor alkotója Szőke Gábor Miklós szobrász volt;
- Celldömölk, belvárosi környezetbe ágyazott kisvárosias arculatú épület;
- Isaszeg, a hagyományos kék-fehér borítás helyett környezetkímélő, szürke-fehér színű, a bejárat körül lakkozott fa lécekkel borított;
- Szolnok – szupermarket fa tetőszerkezettel, faborítással;
- Szeged – Szabadkai úti hipermarket, a falakat sötétszürke lemez borítja, előtte tégla oszlopsor, az áruház előtti járdarész tetővel fedett.

## Üzlettípusok
| Üzlettípusok | Darabszám |
| ------------ | --------- |
| Expressz     | 51        |
| Szupermarket | 35        |
| Hipermarket  | 112       |
|              |           |
| Összesen:    | 198       |

## Tesco áruházak Magyarországon

### Tesco hipermarketek listája
| Nyugat-Dunántúl: - Csorna - Győr - Keszthely - Körmend - Kőszeg - Mosonmagyaróvár - Nagykanizsa - Sopron - Sárvár - Szombathely - Zalaegerszeg | Közép-Dunántúl: - Ajka - Balatonfüred - Bicske - Dunaújváros - Esztergom - Komárom - Oroszlány - Pápa - Sárbogárd - Székesfehérvár (2) - Tapolca - Tata - Tatabánya - Várpalota - Veszprém - Dorog | Dél-Dunántúl: - Balatonboglár - Bonyhád - Dombóvár - Kaposvár - Komló - Marcali - Mohács - Nagyatád - Paks - Pécs (3) - Siklós - Siófok - Szekszárd - Szigetvár | Közép-Magyarország: - Budakeszi - Budaörs - Budapest (12) - Cegléd - Dabas - Dunaharaszti - Dunakeszi (2) - Érd - Gödöllő - Monor - Nagykőrös - Százhalombatta - Tököl-Szigethalom - Vác - Vecsés | Észak-Magyarország: - Balassagyarmat - Eger - Gyöngyös - Hatvan - Kazincbarcika - Mezőkövesd - Miskolc (2) - Ózd - Sátoraljaújhely - Salgótarján - Szerencs - Tiszaújváros | Észak-Alföld: - Berettyóújfalu - Debrecen (2) - Hajdúszoboszló - Jászberény - Karcag - Kisvárda - Mátészalka - Nyírbátor - Nyíregyháza - Szolnok - Tiszafüred | Dél-Alföld: - Baja - Békéscsaba - Gyula - Hódmezővásárhely - Kalocsa - Kecskemét (2) - Kiskőrös - Kiskunfélegyháza - Kiskunhalas - Makó - Orosháza - Szarvas - Szeged (2) - Szentes |

### Áruházak Budapesten
- Arena Mall
- Bécsi út
- Campona
- Csepel
- Fogarasi út
- Garam utca
- Pesterzsébet
- Pesti út
- Pólus Center
- Soroksári út
- Újbuda Center
- Váci út
- Mártírok útja

### Szupermarketek listája
| Nyugat-Dunántúl: - Celldömölk - Győr (10) - Levél - Mosonmagyaróvár (3) - Sopron (6) - Szombathely | Közép-Dunántúl: - Dunaújváros - Martonvásár - Sümeg - Veszprém - Zirc - Ajka | Dél-Dunántúl: - Pécs - Szekszárd | Közép-Magyarország: - Albertirsa - Budapest (33) - Dunaharaszti - Gyömrő - Isaszeg - Kiskunlacháza - Ócsa - Páty - Pilis - Ráckeve - Sülysáp - Tahitótfalu - Törökbálint - Üllő | Észak-Magyarország: - Eger - Miskolc (3) | Észak-Alföld: - Debrecen (2) - Nyíregyháza - Szolnok (2) - Túrkeve - Vásárosnamény | Dél-Alföld: - Békéscsaba - Kunszentmiklós - Mezőberény - Sarkad - Szeged (4) - Orosháza |

## Tiltakozások
- 2008 novemberében a Tesco és a Penny Market központi raktárai előtt egy hétig tartó félpályás útlezárással próbálták meg rávenni az állattartókat képviselő érdekvédelmi szervezetek az üzletláncokat, hogy javítsanak az addigi üzleti magatartásukon, például tartsák be a fizetési határidőket.  Archiválva 2011. november 17-i dátummal a Wayback Machine-ben
- 2010. december 22-én a Vállalkozások Érdekvédelmi Szövetsége aktivistái Budaörsön, Győrben, Hajdúböszörményben, Szegeden és Székesfehérváron árukkal megrakott bevásárlókocsikat láncoltak le a kasszasor előtt tiltakozásul a TESCO-GLOBAL Áruházak Zrt. részére elvégzett munkák kapcsán keletkezett kb. 80 millió forintos tartozások miatt. A Tesco vállalati kommunikációs igazgatója ezeket cáfolta.  Archiválva 2014. augusztus 10-i dátummal a Wayback Machine-ben

## 13 üzlet bezárása 2015-ben
2015. január 12-én a Tesco bejelentette, hogy 13 veszteséges üzletét február 4-én bezárja. A bezárás hátterében leginkább a konkurens áruházak közeli elhelyezkedése állt. Az érintett 566 dolgozó nagy része tovább dolgozhat a vállalat valamelyik logisztikai központjában, 90-en maguk mondtak fel, és 60 fő részére nem tudtak állást biztosítani.
| Hipermarketek: - Abony - Hajdúböszörmény - Nagykáta - Nyergesújfalu - Püspökladány - Tolna - Törökszentmiklós | Expressz: - Budapest, VIII. kerület | Szupermarket: - Győr (3) - Sopron - Tatabánya |

## 2014-es eredménykimutatás
2014-ben a cég a korábbi több milliárdos nyereséggel ellentétben 48 milliárd forint veszteséget mutatott ki. Figyelemre méltó, hogy az eredménykimutatásában megjelent 50 milliárdnyi „épületekre elszámolt terven felüli értékcsökkenés”, ami által az „Egyéb ráfordítások” fejezet – ami a korábbi években átlagosan 10–20 milliárd, legfeljebb 36 milliárd Ft volt – 2014-re 79,356 milliárdra nőtt.